# Wilhelm Nichterlein
Wilhelm Nichterlein, auch Josef Nichterlein genannt, (* 1886 in Probstzella, Herzogtum Sachsen-Meiningen; † 26. Juli 1947 in Hamburg) war ein deutscher Konzertpianist, Organist und Kirchenmusikdirektor. Während des Zweiten Weltkriegs war er als Wehrmachtsoffizier im besetzten Norwegen stationiert.

## Leben

### Karriere als Musiker

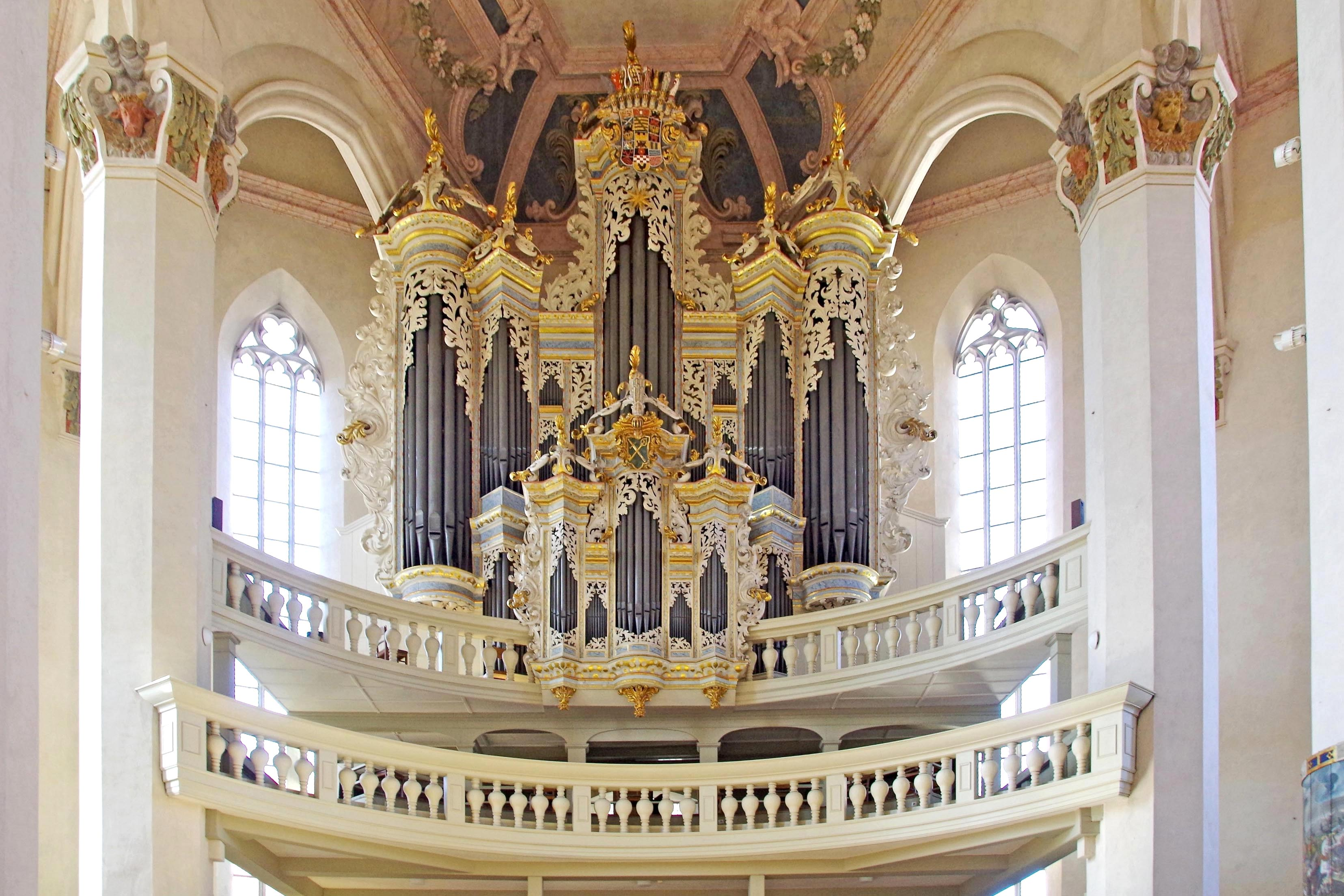
Hildebrandt-Orgel in der Stadtkirche St. Wenzel (Naumburg), Wirkungsstätte Nichterleins

Wilhelm Nichterlein studierte Musik in München. Es folgten Konzertauftritte als Pianist in der Royal Albert Hall in London, in Paris und Madrid. Dabei kam es auch zu einem Duo-Auftritt mit dem elf Jahre älteren Albert Schweitzer an der Orgel. Als Soldat im Ersten Weltkrieg wurde Nichterlein von einem nicht operierbaren Splitter getroffen, der ihm bis zu seinem Lebensende große Schmerzen bereitete. Er wurde mit dem Eisernen Kreuz I. Klasse und dem Verwundetenabzeichen ausgezeichnet. Nach dem Krieg ließ er sich in Naumburg nieder, wo er als Musiklehrer an einem Gymnasium mit dem Titel Studienrat und gleichzeitig als Organist und Chorleiter mit dem Titel Kirchenmusikdirektor (KMD) in der Stadtkirche St. Wenzel arbeitete. In der Neuen Zeitschrift für Musik (gegründet von Robert Schumann) findet sich 1941 eine begeisterte Besprechung einer Aufführung einer Kantate von Wilhelm Kempff, die er 1939 dirigiert hatte. Über die Hildebrandt-Orgel in St. Wenzel verfasste er 1933 eine kurze Abhandlung: Die Hildebrand-Orgel in der St. Wenzel-Kirche in Naumburg an der Saale und ihr Erbauer. Er hatte eine Frau und eine Tochter.

### Zweiter Weltkrieg

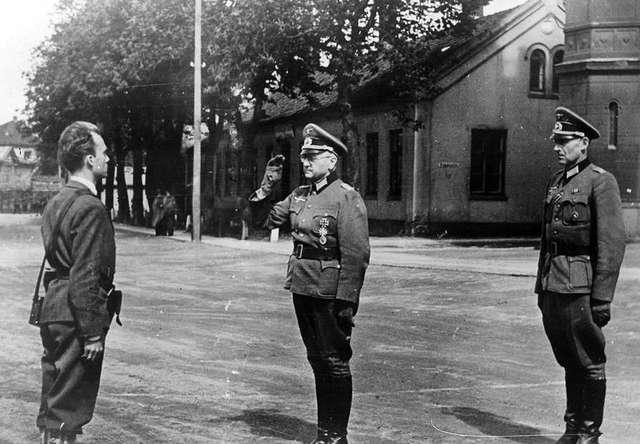
Fähnrich Terje Rollem, Angehöriger des norwegischen Widerstandes, übernimmt nach der Kapitulation am 11. Mai 1945 die Festung Akershus vom deutschen Kommandanten Major Nichterlein und seinem Adjutanten Hamel.

Während des Zweiten Weltkriegs diente er in der Wehrmacht und war ab 1941 in Norwegen als Leiter einer Frontleitstelle stationiert. Er unternahm landesweite Dienstreisen, unter anderem nach Drontheim, wo er eine Tourismusbroschüre im Nidarosdom unter dem Titel Der Dom zu Drontheim ins Deutsche übersetzte. Im Mai 1945 leitete er die Frontleitstelle 12 in Oslo. Am 11. Mai 1945 übergab er als höchster anwesender Offizier die Festung Akershus an Fähnrich Terje Rollem als Vertreter der norwegischen Milorg. Das bei dieser Gelegenheit aufgenommene Foto zeigt Terje Rollem in Zivilkleidung vor Major Nichterlein und seinem Adjutanten Hauptmann Hamel, beide in korrekter Wehrmachtsuniform. Es wurde in Norwegen zu einer nationalen Ikone und 1995 als Briefmarke produziert.

### Nachkriegszeit
Nach der deutschen Niederlage wurde Nichterlein in einem Kriegsgefangenenlager außerhalb von Skien interniert. In der Gefangenschaft korrespondierte er mit Albert Schweitzer und unterzeichnete auf Wunsch von Besuchern das Foto von der Übergabezeremonie auf der Festung Akershus. Nachdem er signiert hatte, soll er gesagt haben: „Ich hoffe, niemand denkt, ich erhebe meine Hand zum Hitlergruß – für diesen Herrn, den ich mein ganzes Leben lang verabscheut habe.“ Seine Wohnadresse in Naumburg, das nach dem Krieg in der Sowjetischen Besatzungszone (SBZ) lag, wurde von Unbekannten nach Rendsburg in Schleswig-Holstein in der britischen Besatzungszone verlegt, wohl um eine Deportation in den Gulag zu verhindern. Im Juni 1947 wurde er aus der Kriegsgefangenschaft entlassen und gelangte am 20. Juni per Schiff nach Hamburg, wo aufgrund des Splitters aus dem Ersten Weltkrieg eine Operation erforderlich wurde. Bald darauf erlitt Nichterlein ein Blutgerinnsel und starb am 26. Juli 1947. Seine Frau und seine Tochter erreichten Hamburg nicht mehr rechtzeitig.

### Nachwirkung
In einem 2015 in Norwegen gehaltenen Vortrag bezeichnete der Referent Nichterlein als „das Gegenstück zu all jenen, die nach dem Krieg vor Gericht standen und behaupteten, sie hätten nur ‚Befehle befolgt‘, wenn sie sich energisch und initiativ an Kriegsverbrechen beteiligten. Er tat das Wenige, was er konnte, um das Leben während des Krieges lebenswert zu machen.“

## Publikationen
- Die Hildebrandorgel in der St. Wenzelskirche zu Naumburg a. S. und ihr Erbauer. E. F. Walcker & Cie, Ludwigsburg 1933.[2]
- August Albertsen: Der Dom zu Drontheim. Übersetzung Wilhelm Nichterlein. Drontheim, 1960.[3]